# پل کرودیت (پل باریکه)
پل کرودیت (پل باریکه) مربوط به دوره آل بویه است و در شهرستان چرداول، بخش هلیلان، روستای باریکه واقع شده و این اثر در تاریخ ۱۲ شهریور ۱۳۸۰ با شمارهٔ ثبت ۳۸۵۳ به‌عنوان یکی از آثار ملی ایران به ثبت رسیده است.